# شكيب طالب بن دياب
شكيب طالب بن دياب (مواليد 1982)، هو مُخرج سينمائي وكاتب وموسيقي جزائري، أخرج عددا من الأفلام وقد شارك بها في عدة مهرجانات سينمائية بالجزائر وخارجها. وفازت أفلامه بجوائز.

## من أعماله
- فيلم: 196 متر (2024).
- فيلم: "روح سوداء" (2018).
- فيلم: "دم بارد" (2013).
- فيلم: رابط حضاري" (2011).
- الوثائقي: "إبن رشد.

## وصلات خارجية
- الموقع الرسمي

شكيب طالب بن دياب على موقع IMDb (الإنجليزية)